# Monte San Antonio
Il Monte San Antonio (3.069 m s.l.m.), conosciuto anche come Monte Baldy o anche come Old Baldy è una montagna situata nello stato della California (Stati Uniti d'America), appartenente alla catena San Gabriel Mountains; il Monte San Antonio, è la vetta più elevata di tale catena montuosa.

## Caratteristiche
Posto al confine fra la Contea di San Bernardino e la Contea di Los Angeles, deve il suo nome ufficiale (GNIS) a Sant'Antonio da Padova, anche se i locali lo chiamano principalmente Monte Baldy, per via dell'adiacente circo glaciale dal nome Baldy.

## Ciclismo
Il Monte San Antonio è conosciuto in ambito internazionale, grazie al transito del Tour of California: è stato scalato 5 volte (nel 2011, 2012, 2015, 2017 e nel 2019). La vetta è stata anche affrontata nel Tour of California femminile.
Tappe del Tour of California con arrivo al Monte San Antonio
| Anno | Tappa | Partenza  | Arrivo            | km    | Vincitore di tappa | Maglia gialla      |
| ---- | ----- | --------- | ----------------- | ----- | ------------------ | ------------------ |
| 2011 | 7ª    | Claremont | Monte San Antonio | 120,5 | Levi Leipheimer    | Chris Horner       |
| 2012 | 7ª    | Ontario   | Monte San Antonio | 126   | Robert Gesink      | Robert Gesink      |
| 2015 | 7ª    | Ontario   | Monte San Antonio | 128,7 | Julian Alaphilippe | Julian Alaphilippe |
| 2017 | 5ª    | Ontario   | Monte San Antonio | 125,5 | Andrew Talansky    | Rafał Majka        |
| 2019 | 6ª    | Ontario   | Monte San Antonio | 127,5 | Tadej Pogačar      | Tadej Pogačar      |

## Storia
Il 19 gennaio 2023 l'attore inglese Julian Sands è stato dichiarato ufficialmente disperso, non avendo fatto ritorno da un'escursione al Monte San Antonio il 13 gennaio 2023.